# Cá chình Mỹ
Cá chình Mỹ (danh pháp hai phần: Anguilla rostrata) là một loài thuộc họ Anguillidae được tìm thấy trên bờ biển phía đông của Bắc Mỹ. Cá chình Mỹ có một cơ thể mảnh mai giống rắn được bao phủ bởi một lớp màng nhầy, làm cho nó có bề ngoài như không vảy nhầy mặc dù có vảy nhỏ. Đuôi dài và vây lưng chạy từ giữa lưng và liên tục với một vây bụng tương tự. Không có vây chậu, và vây ngực tương đối nhỏ có thể được tìm thấy gần đường giữa, đến đầu và vỏ mang. Chúng có nhiều màu khác nhau, từ màu xanh ô liu, nâu chuyển qua màu vàng hơi xanh lá cây và xám nhạt hoặc màu trắng trên bụng. Những con sống trong môi trường nước trong thường sáng màu hơn so với những con ở trong nước đục, các suối axit tannic.